# 卡斯蒂列霍德马尔廷维耶霍
卡斯蒂列霍德马尔廷维耶霍，是西班牙卡斯蒂利亚-莱昂萨拉曼卡省的一个市镇。 总面积156平方公里，总人口311人（2001年），人口密度2人/平方公里。